# Бубис, Исаак Маркович
Исаак Маркович Бубис (первоначальное имя Ицхок Матусович Бубес; 1 (14) января 1910, Кишинёв, Бессарабская губерния — 5 июня 2000, Луисвилл, США) — молдавский советский инженер-архитектор.

## Биография
Родился в семье Матуса Моисеевича Бубеса (родом из Староконстантинова) и Хаи Дизенгоф, племянницы первого мэра Тель-Авива Меира Дизенгофа. Окончил 2-ю мужскую гимназию в Кишинёве, затем политехникум в Праге (1935). В 1930-е годы — участник коммунистического подполья в Бессарабии. В 1941—1945 годах работал на строительстве железных дорог под Сталинградом.
В 1947—1967 годах был главным инженером проекта генерального плана Кишинёва, руководил творческой бригадой инженеров-планировщиков института Молдгипрострой по реконструкции исторического центра города, а также развитию Бельц, Леово, Бендер, Тирасполя, Оргеева, Сорок, Кагула и других городов Молдавии. С 1989 года — в США.
Автор монографии «Зодчие Бернардацци» (Кишинёв: Штиинца, 1997) и ряда статей о творчестве этой семьи архитекторов.
Член Союза архитекторов СССР.